# Відкритий чемпіонат США з тенісу 2012
Відкритий чемпіонат США з тенісу 2012 проходив з 27 серпня по 10 вересня 2012 року на відкритих кортах Тенісного центру імені Біллі Джін Кінґ у парку Флашінґ-Медоуз у районі Нью-Йорку Квінз. Це четвертий, останній турнір Великого шолома календарного року. 

## Результати

### Дорослі
Чоловіки, одиночний розряд
 Енді Маррей переміг  Новака Джоковича, 7–6(12–10), 7–5, 2–6, 3–6, 6–2
Жінки, одиночний розряд
 Серена Вільямс перемогла  Вікоторію Азаренко, 6-2, 2-6, 7-5
Чоловіки, парний розряд
 Боб Браян /  Майк Браян перемогли пару  Леандер Паес /  Радек Штепанек, 6–3, 6–4
Жінки, парний розряд
 Сара Еррані /  Роберта Вінчі перемогли пару  Андреа Главачкова /  Луціє Градецька, 6–4, 6–2
Мікст
 Катерина Макарова /  Бруно Суареш перемогли пару  Квета Пешке /  Марцін Матковський, 6–7(8–10), 6–1, [12–10]

### Юніори
Хлопці, одиночний розряд
 Філіп Пеліво переміг  Лаяма Броді, 6-2, 2-6, 7-5
Дівчата, одиночний розряд
 Саманта Кроуфорд перемогла  Анетт Контавейт, 7-5, 6-3
Хлопці, парний розряд
 Кайл Едмунд /  Фредеріко Феррейра Сілва перемоги пару  Нік Киріос /  Джордан Томпсон, 5–7, 6–4, [10–6]
Дівчата, парний розряд
 Гебріелл Ендрюз /  Тейлор Таунсенд перемогли пару  Белінда Бенчич /  Петра Убералова, 6–3, 6–4

## Сіяні гравці

### Чоловіки. Одиночний розряд
| Посів | Місце в рейтингу | Гравець                | Рейт. | Зах. | Здоб. | Нов. рейт. | Стадія                 | Супротивник                |
| ----- | ---------------- | ---------------------- | ----- | ---- | ----- | ---------- | ---------------------- | -------------------------- |
| 1     | 1                | Роджер Федерер         | 12165 | 720  | 360   | 11805      | Поразка в чвертьфіналі | Томаш Бердих [6]           |
| 2     | 2                | Новак Джокович         | 11270 | 2000 | 1200  | 10470      | Поразка у фіналі       | Енді Маррей [3]            |
| 3     | 4                | Енді Маррей            | 7290  | 720  | 2000  | 8570       | Чемпіон                | Новак Джокович [2]         |
| 4     | 5                | Давид Феррер           | 5375  | 180  | 720   | 5915       | Поразка у півфіналі    | Новак Джокович [2]         |
| 5     | 6                | Жо-Вілфрід Тсонга      | 4835  | 360  | 45    | 4530       | Поразка в 2 колі       | Мартін Кліжан              |
| 6     | 7                | Томаш Бердих           | 4200  | 90   | 720   | 4830       | Поразка у півфіналі    | Енді Маррей [3]            |
| 7     | 8                | Хуан Мартін дель Потро | 3620  | 90   | 360   | 3890       | Поразка у чвертьфіналі | Новак Джокович [2]         |
| 8     | 9                | Янко Типсаревич        | 3285  | 360  | 360   | 3285       | Поразка у чвертьфіналі | Давид Ферер [4]            |
| 9     | 10               | Джон Існер             | 2880  | 360  | 90    | 2610       | Поразка в 3 колі       | Філіпп Кольшрайбер [19]    |
| 10    | 11               | Хуан Монако            | 2735  | 180  | 10    | 2565       | Поразка в 1 колі       | Гільєрмо Гарсія-Лопес      |
| 11    | 12               | Ніколас Альмагро       | 2305  | 10   | 180   | 2475       | Поразка в 4 колі       | Томаш Бердих [6]           |
| 12    | 13               | Марин Чилич            | 2185  | 90   | 360   | 2455       | поразка в чвертьфіналі | Енді Маррей [3]            |
| 13    | 14               | Рішар Гаске            | 2030  | 45   | 180   | 2165       | Поразка у 4 колі       | Давид Феррер [4]           |
| 14    | 15               | Олександр Долгополов   | 1905  | 180  | 90    | 1815       | Поразка в 3 колі       | Станіслас Вавринка [18]    |
| 15    | 16               | Мілош Раонич           | 1900  | 0    | 180   | 2080       | Поразка в 4 колі       | Енді Маррей [3]            |
| 16    | 17               | Жиль Симон             | 1890  | 180  | 90    | 1800       | Поразка в 3 колі       | Марді Фіш [23]             |
| 17    | 18               | Кей Нісікорі           | 1790  | 10   | 90    | 1870       | Поразка в 3 колі       | Марин Чилич [12]           |
| 18    | 19               | Станіслас Вавринка     | 1730  | 45   | 180   | 1865       | Поразка у 4 колі       | Новак Джокович [2]         |
| 19    | 20               | Філіпп Кольшрайбер     | 1685  | 10   | 180   | 1855       | Поразка у 4 колі       | Янко Типсаревич [8]        |
| 20    | 21               | Енді Роддік            | 1645  | 360  | 180   | 1420       | Поразка у 4 колі       | Хуан Мартін дель Потро [7] |
| 21    | 22               | Томмі Гаас             | 1633  | 90   | 10    | 1553       | Поразка в 1 колі       | Ернестс Гулбіс             |
| 22    | 23               | Флоріан Маєр           | 1580  | 90   | 10    | 1500       | Поразка в 1 колі       | Джек Сок [WC]              |
| 23    | 24               | Марді Фіш              | 1535  | 180  | 180   | 1535       | Знявся після 3 кола    | Роджер Федерер [1]         |
| 24    | 25               | Марсель Гранольєрс     | 1555  | 90   | 45    | 1510       | Поразка в 2 колі       | Джеймс Блейк [WC]          |
| 25    | 26               | Фернандо Вердаско      | 1525  | 90   |       |            | Поразка в 3 колі       | Роджер Федерер [1]         |
| 26    | 27               | Андреас Сеппі          | 1390  | 10   | 10    | 1390       | Поразка в 1 колі       | Томмі Робредо [PR]         |
| 27    | 28               | Сем Кверрі             | 1350  | 0    | 90    | 1440       | Поразка 3 колі         | Томаш Бердих [6]           |
| 28    | 29               | Михайло Южний          | 1290  | 10   | 10    | 1290       | Поразка в 1 колі       | Жиль Мюллер                |
| 29    | 30               | Віктор Троїцький       | 1255  | 10   | 10    | 1255       | Поразка в 1 колі       | Седрік-Марсель Штебе       |
| 30    | 31               | Фелісіано Лопес        | 1220  | 90   | 90    | 1220       | Поразка 3 колі         | Енді Маррей [3]            |
| 31    | 32               | Жульєн Беннето         | 1075  | 90   | 90    | 1075       | Поразка в 3 колі       | Новак Джокович [2]         |
| 32    | 33               | Жеремі Шарді           | 1168  | 0    | 90    | 1258       | Поразка 3 колі         | Мартін Кліжан              |

### Жінки. Одиночний розряд
| Посів | Місце в рейтингу | Гравець                 | Рейт. | Зах. | Здобула | Нов. рейт. | Стадія                 | Супротивниця             |
| ----- | ---------------- | ----------------------- | ----- | ---- | ------- | ---------- | ---------------------- | ------------------------ |
| 1     | 1                | Вікторія Азаренко       | 9025  | 160  | 1400    | 10265      | Поразка у фіналі       | Серена Вільямс [4]       |
| 2     | 2                | Агнешка Радванська      | 8115  | 100  | 280     | 8295       | Поразка в 4 колі       | Роберта Вінчі [20]       |
| 3     | 3                | Марія Шарапова          | 7695  | 160  | 900     | 8435       | Поразка у півфіналі    | Вікторія Азаренко [1]    |
| 4     | 4                | Серена Вільямс          | 7300  | 1400 | 2000    | 7900       | Чемпіонка              | Вікторія Азаренко [1]    |
| 5     | 5                | Петра Квітова           | 6415  | 5    | 280     | 6690       | Поразка в 4 колі       | Маріон Бартолі [11]      |
| 6     | 6                | Анджелік Кербер         | 5705  | 900  | 280     | 5085       | Поразка в 4 колі       | Сара Еррані [10]         |
| 7     | 7                | Саманта Стосур          | 5700  | 2000 | 500     | 4200       | Поразка у чвертьфіналі | Вікторія Азаренко [1]    |
| 8     | 8                | Каролін Возняцкі        | 4335  | 900  | 5       | 3440       | Поразка в 1 колі       | Ірина-Камелія Бегу       |
| 9     | 9                | Лі На                   | 4371  | 5    | 160     | 4526       | Поразка в 3 колі       | Лора Робсон              |
| 10    | 10               | Сара Еррані             | 3860  | 5    | 900     | 4755       | Поразка у півфіналі    | Серена Вільямс [4]       |
| 11    | 11               | Маріон Бартолі          | 3400  | 100  | 500     | 3800       | Поразка у чвертьфіналі | Марія Шарапова [3]       |
| 12    | 12               | Ана Іванович            | 2980  | 280  | 500     | 3200       | Поразка в чвертьфіналі | Серена Вільямс [4]       |
| 13    | 13               | Домініка Цібулкова      | 2945  | 100  | 160     | 3005       | Поразка в 3 колі       | Роберта Вінчі [20]       |
| 14    | 14               | Марія Кириленко         | 3055  | 280  | 160     | 2935       | Поразка в 3 колі       | Андреа Главачкова        |
| 15    | 17               | Луціє Шафарова          | 2210  | 160  | 160     | 2210       | Поразка в 3 колі       | Надія Петрова [19]       |
| 16    | 19               | Сабіне Лісіцкі          | 1863  | 280  | 5       | 1588       | Поразка в 1 колі       | Сорана Кирстя            |
| 17    | 20               | Анастасія Павлюченкова  | 2075  | 500  | 100     | 1675       | Поразка в 2 колі       | Крістіна Младенович [WC] |
| 18    | 21               | Юлія Ґерґес             | 1970  | 160  | 5       | 1815       | Поразка в 1 колі       | Крістіна Плішкова [Q]    |
| 19    | 22               | Надія Петрова           | 1885  | 160  | 280     | 2005       | Поразка в 4 колі       | Марія Шарапова [3]       |
| 20    | 23               | Роберта Вінчі           | 2085  | 160  | 500     | 2425       | Поразка у чвертьфіналі | Сара Еррані [10]         |
| 21    | 24               | Крістіна Макгейл        | 1780  | 160  | 5       | 1625       | Поразка в 1 колі       | Кікі Бертенс             |
| 22    | 25               | Франческа Ск'явоне      | 1716  | 280  | 5       | 1441       | Поразка в 1 колі       | Слоун Стівенс            |
| 23    | 26               | Кім Клейстерс           | 1765  | 0    | 100     | 1865       | Поразка в 2 колі       | Лора Робсон              |
| 24    | 27               | Клара Закопалова        | 1670  | 5    | 5       | 1670       | Поразка в 1 колі       | Андреа Главачкова        |
| 25    | 28               | Яніна Вікмаєр           | 1675  | 100  | 100     | 1675       | Поразка в 2 колі       | Полін Пармантьєр         |
| 26    | 29               | Моніка Нікулеску        | 1581  | 280  | 5       | 1306       | Поразка в 1 колі       | Аюмі Моріта              |
| 27    | 30               | Анабель Медіна Ґарріґес | 1540  | 160  | 5       | 1385       | Поразка в 1 колі       | Луціє Градецька          |
| 28    | 32               | Чжен Цзє                | 1676  | 100  | 160     | 1736       | Поразка в 3 колі       | Вікторія Азаренко [1]    |
| 29    | 33               | Таміра Пашек            | 1603  | 5    | 5       | 1603       | Поразка в 1 колі       | Ольга Говорцова          |
| 30    | 34               | Єлена Янкович           | 1681  | 160  | 160     | 1681       | Поразка в 3 колі       | Агнешка Радванська [2]   |
| 31    | 35               | Варвара Лепченко        | 1600  | 5    | 160     | 1755       | Поразка в 3 колі       | Саманта Стосур [7]       |
| 32    | 36               | Пен Шуай                | 1580  | 280  | 5       | 1305       | Поразка в 1 колі       | Олена Весніна            |